# Die Arbeit (1894–1925)
Die Arbeit war eine österreichische Wochenzeitung, die erstmals 1894 und das letzte Mal 1925 in Wien erschienen ist. Zuletzt erschien die Die Arbeit nicht mehr wöchentlich, sondern nur noch drei Mal monatlich. Die Arbeit führte den Titelzusatz Organ für die Interessen der österreichischen Production. Insgesamt erschienen 1.731 Ausgaben, gedruckt wurde sie in der Ersten Wiener Vereins-Buchdruckerei. Die danach selbständige Arbeitgeber-Zeitung wurde im April 1904 als Rubrik der Arbeit geführt.